# Photostomias lucingens
Photostomias lucingens är en fiskart som beskrevs av Christopher P. Kenaley 2009. Photostomias lucingens ingår i släktet Photostomias och familjen Stomiidae. Inga underarter finns listade i Catalogue of Life.